# Грановський Олександр Анастасійович
Олекса́ндр Анастасійович Грано́вський  (також Грановський-Неприцький, псевдонім — Олександр Авратинський, англ. Alexander A. Granovsky; 4 листопада 1887, Великі Бережці, Волинь — 4 листопада 1976, Сент-Пол, США) — український американський науковець, зоолог-ентомолог (США), публіцист і поет. Автор більше 300 наукових праць та поетичних збірників. Мав ступінь доктора (1925), професора ентомології та економічної зоології. Дійсний член НТШ та УВАН, голова Організації державного відродження України.
Справжнє прізвище — Неприцький.

## Життєпис
Народився 4 листопада 1887 р. в с. Великі Бережці (тепер Кременецького району на Тернопільщині) в родині коваля.
Після навчання у Білокриницькій сільськогосподарській школі (1905), працював агрономом у м. Коршів (Луцький район). Закінчив комерційний інститут у Києві (1910). У Києві працював експедитором «Південноросійського
видавництва», бухгалтером, а також у товаристві «Просвіта». Був знайомий із Оленою Пчілкою, Є.Чикаленком, Лесею Українкою, Михайлом Грушевським, Олександром Олесем.
У 15 років став членом РУПу. Перевозив з Галичини нелегальну літературу і поширював її у Східній Україні.
У 1913 р. через політичне переслідування царською владою емігрував на Захід і після тривалих поневірянь осів у США. Тут він працював у золотій копальні, воював добровольцем в американській армії. Закінчив вищий Агрономічний коледж у м. Форт-Коллінз (1918), навчався у Сорбонському університеті (1919) (Париж).
З 1920 р. працював асистентом на Агрономічній станції штату Колорадо (1917—1918), вчителем біології у гімназіях (1919—1922), інструктором-ентомологом Вісконсинського університету (1922—1926). В останньому він здобув ступінь магістра наук (1923), а через два роки після того захистив докторську дисертацію «Попелиці Північної Америки: каліптеріні і дрепаносіфіні». Впродовж 1926—1930 рр. О. А. був асистентом-професором цього університету, ставши у США першим українцем, який отримав ступінь доктора філософії (PhD) і звання професора біології Міннесотського університету (англ. Associate professor of entomology and economic zoology at the University of Minnesota). Тут він викладав новий на той час курс «Перенесення рослинних хвороб комахами», а економічну зоологію, загальну ентомологію та низку інших дисциплін. У Мінеаполісі ж він організував чималий український відділ при університетській бібліотеці.
Олександр Грановський був активним громадським діячем: 1945 року у складі американської делегації брав участь в установчій конференції ООН, співпрацював з ЮНЕСКО, був обраний до Політичної Ради Українського Конгресового Комітету Америки.
Вчений був переконаним прихильником української незалежності:
|  | Без вільної України не може бути вільної Європи, а без вільної Європи не може бути ні сталого спокою, ні економічного добробуту в цілім світі |

.
Помер 1976 року в місті Сент-Пол, штат Міннесота, де й похований.
Архів ученого зберігається у Центрі досліджень історії імміграції при Міннесотському університеті.

## Творчий доробок
Олександр Неприцький почав віршувати ще під час навчання у школі, друкувався у часописах «Рідний край», «Молода Україна», «Рада», «Українська хата». Він є автором віршів для молоді, поетичних збірок, які було видано у Києві — «Пелюстки надій» (1910), «Намистечко сліз» (1911), «Акорди» (1914), та у США — «Іскри віри» (1954), «Осінні узори» [Архівовано 19 листопада 2021 у Wayback Machine.] (1957), «Гимни сонцю» (1958), «Сни зруйнованого замку» [Архівовано 19 листопада 2021 у Wayback Machine.] (1964). Крім того, його перу належать публіцистичні і політичні праці «Проблема незалежної України» (1940), «Вільна Україна необхідна для постійного миру» (1945), «На шляху до державності» (1965). Писав він також оповідання, дорожні нотатки про відвідання урочищ Козацьких Могил, Берестечка, Львова, Бродів, статті-огляди художніх виставок. Олександр Анастасійович зібрав величезну колекцію українських писанок.

### Окремі поетичні видання
- Неприцький-Грановський О. Золоті ворота. Вибрані вірші / Упоряд. та перед. сл. Ю. Ярмиша. — К.: Інтел, 1992. — 195 с.
- Неприцький-Грановський О. Осінні узори. Поезії. — Нью-Йорк- Чикаго: Життя й Мистецтво, 1957. — 143 с. [Архівовано 19 листопада 2021 у Wayback Machine.]
- Неприцький-Грановський О. Сни зруйнованого замку: поезії т. 7. — Чикаго-Нью-Йорк: Життя й Мистецтво, 1964. — 144 с. [Архівовано 19 листопада 2021 у Wayback Machine.]

### Наукова діяльність
Олександр Неприцький автор близько 200 наукових праць, переважно — у галузі прикладної ентомології і захисту рослин. Спеціалізуючись на вивченні попелиць, він описав декілька нових таксонів цих комах. Його експерименти виявили, що комахи є переносниками хвороб рослин. Вчений також вивчав біологію травневих хрущів та інших ґрунтових комах. Ґрунтуючись на тому, що личинки хрущів не живуть на землі, що заросла бобовими травами, він запропонував дотримуватись сівозмін для зниження чисельності цих шкідників і не застосовувати проти них пестициди. Ентомолог першим у США запровадив захист городини за допомогою порошку — дусту. О. Неприцький сконструював автоматичні електроосвітлювальні пастки, що довили комах в темну пору доби. Вчений з'ясував життєвий цикл вишневої попелиці, встановивши її міграцію з дикої черемхи на плодові рослини. Ентомолог також запропонував використовувати авіацію для обприскування лісів, паркових та садових насаджень. Розробки вченого знайшли визнання у США та в інших країнах. О. Неприцький заснував поблизу озера Ітака в США першу біологічну станцію.

### Найважливіші наукові праці
- Вживання ДДТ для сільськогосподарських продуктів і картоплі при перевезенні вантажними машинами // Перша річна виставка інституту овочів огородників Південної Міннесоти. — 1946. — С. 15-40.
- Вишневі блохи і контроль над ними // Садівництво Вискансина. — 1928. — Т. 18. — С. 227—229.
- Відношення земляних комах до захворювань вершків малини // Садівництво Індіани. — 1940. — Т. 22. — С. 67-69.
- Дві нові категорії і роди попелиць (гомоптера) // Записки Вашингтонського ентомологічного товариства. — 1933. — Т.35. — С. 29-43.
- Деякі шкідники вишневих і яблуневих садів області ДООР // Сільськогосподарський відділ Вискансина: Друкований бюлетень служби. — 1930. — Т. 96. — С. 1-7.
- Екологічні дослідження місць розмноження саранчі // Бюлетень екологічного товариства Америки. — 1925. — Т. 6. — С. 25-26.
- Екологічні студії над вертикальним рухом у життєвому циклі попелиць // Серія наукового журналу експериментальної сільськогосподарської станції Міннесотського ун-ту. — 1959. — С. 375—383.
- Ефективність приманки з тирси для контролю над саранчею // Журнал економічної ентомології. — 1926. — Т. 19. — С. 211—217.
- Зараження транспортних машин під час перевезення урожаю // Журнал економічної ентомології.— 1938. — Т. 31. — С. 11-19.
- Історія життя і вплив розвитку наросту мордвіколя вагабунда на популяцію трикутноподібного листя дерев. Ч. 1. Історія життя // Літопис товариства ентомологів Америки. — Т. 54. — Ч. 4, 1961. — С. 486—499. (У спіавторстві).
- Контроль над білими личинками // Збірник сільськогосподарського відділу Міннесотського ун-ту.— 1942. — Т. 112. — С. 1-12.
- Контроль над личинками молі хвойних дерев способом сприскування з літака // Журнал лісівництва. — 1928. — Т. 26. — № 1. — С. 12-33.
- Лісівнича і біологічна станція Міннесотського університету в Ітака Парку // Бюлетень Міннесотського ун-ту. — 1938. — Т. 41. — С. 1-23.
- Літні студії на біологічній станції озера Ітака, лісівничій і біологічній станції в будинку ім. Дагласа у Міннесоті // Бюлетень Міннесотського ун-ту. — 1939. — Т. 42. — С. 1-24.
- Нова група комах гомоптера // Записки Вашингтонського ентомологічного товариства. — 1928. — Т. 30. — С. 113—121.
- Нове ім'я для категорії купіляхпус ойстлунд (аппідей гомоптера) // Записки Вашингтонського ентомологічного товариства. — 1930. — Т. 32. — № 4. — С. 61-64.
- Новий метод вибілення бджолиного воску // Садівництво Вискансина. — 1928. — Т. 5. — С. 43-45.
- Організація спільної боротьби проти саранчі у Вискансині // Журнал економічної ентомології. — 1925. — Т. 18. — С. 73-83.
- Оцінка пошкоджень листя картоплі стрибунцями, блохами, жучками і ранніми личинками // Журнал економічної ентомології. — 1954. — Т. 47. — Ч. 5. — С. 894—902.
- Перегляд роду мезокалія, що живуть в Альнусі, з описом нового роду // Літопис товариства ентомологів Америки. — 1928. — Т. 21. — С. 546—565.
- Попелиці // Британська ентомологічна енциклопедія. ING. — 1963. — Т. 2. Вип. 14. — С. 452.
- Попелиці Північної Америки: види каліптеріні та дрепаносіфіні // Архів Головної б-ки ун-ту Міннесоти: Висконсин. — 1925. — 157 с. (Дисертація. Машинопис).
- Початкові студії про міжклітинне співжиття організмів сейсеція олея (Бернард) у матеріалах академії наук Висконсина // Мистецтво і література. — 1929. — Т. 24. — С. 445—456.
- Розповсюдження спорів ржі збіжжя у парнику земляними безхребетними // Фітопатологія. — 1932. — Т. 22. — С. 9-10. (У співавторстві).
- Розповсюдження хвороб картопляного вірусу у кагатах // Американський журнал картоплі. — 1943. — Т. 26. — Ч. 3. — С. 33.
- Студії над комахами-стрибунцями (цікаделідей) на листі яблунь // Фітопатологія. — 1926. — Т.16. — С. 413—422.
- Три нових види попелиць гомоптера // Праці Вашингтонського ентомологічного товариства. — 1939. — Т. 41. — С. 143—154.

Перелік наукових праць О. Неприцького, виданих українською (105 назв), див.:.

## Вшанування пам'яті
У рідному селі на Кременеччині відкрито Меморіальний музей Олександра Неприцького-Грановського.